# Donghui Xiang
Donghui Xiang (kinesiska: 东回, 东回乡) är en socken i Kina. Den ligger i provinsen Yunnan, i den sydvästra delen av landet, omkring 410 kilometer sydväst om provinshuvudstaden Kunming.
Genomsnittlig årsnederbörd är 1 603 millimeter. Den regnigaste månaden är juli, med i genomsnitt 417 mm nederbörd, och den torraste är februari, med 3 mm nederbörd.